# Покровка (Якутія)
Покровка (рос. Покровка) — село Амгинського улусу, Республіки Саха Росії. Входить до складу Майського наслегу.
Населення — 681 особа (2015 рік).